# Entephria clarior
Entephria clarior là một loài bướm đêm trong họ Geometridae.